# Kenny Rogers/Auszeichnungen für Musikverkäufe

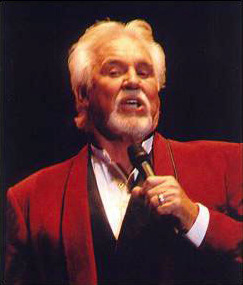
Kenny Rogers (2004)

Dies ist eine Übersicht über die Auszeichnungen für Musikverkäufe des amerikanischen Sängers Kenny Rogers. Die Auszeichnungen finden sich nach ihrer Art (Gold, Platin usw.), nach Staaten getrennt in chronologischer Reihenfolge, geordnet sowie nach den Tonträgern selbst, ebenfalls in chronologischer Reihenfolge, getrennt nach Medium (Alben, Singles usw.), wieder.

## Auszeichnungen
| - Vereinigtes Königreich - 1977: für die Single Lucille - 1984: für die Single Islands in the Stream - 2013: für das Album All the Hits & All the New Songs - 2017: für das Album Lucille: The Collection - 2024: für die Single We’ve Got Tonight - Australien - 2004: für das Album The Very Best of Kenny Rogers - Dänemark - 1997: für das Album 20 Greatest Hits - 2021: für die Single The Gambler - Finnland - 1981: für das Album Kenny Rogers’ Greatest Hits - Hongkong - 1983: für das Album Kenny Rogers’ Greatest Hits - Japan - 1981: für das Album Kenny Rogers’ Greatest Hits - Kanada - 1977: für das Album Daytime Friends - 1977: für die Single Lucille - 1979: für das Album Love or Something Like It - 1980: für die Single Coward of the County - 1981: für die Single Lady - 1983: für die Single We’ve Got Tonight - 1984: für das Album Duets - 1985: für das Album The Heart of the Matter - Neuseeland - 1996: für das Album Endless Love - 2024: für das Album The Gambler - Philippinen - 1983: für das Album Kenny Rogers’ Greatest Hits - Polen - 1986: für das Album Duets - Schweden - 2001: für das Album Endless Love - Spanien - 1981: für das Album Lo Mejor De Kenny Rogers - 1981: für das Album The Gambler - 2001: für das Album The Very Best of Kenny Rogers - Vereinigte Staaten - 1977: für die Single Lucille - 1978: für das Album Love or Something Like It - 1979: für die Single She Believes in Me - 1980: für die Single Coward of the County - 1980: für die Single Lady - 1985: für das Album The Heart of the Matter - 1990: für das Album Something Inside so Strong - 1990: für das Videoalbum Great Video Hits - 1993: für das Album Christmas in America - 1997: für das Album The Very Best of Kenny Rogers - 1997: für das Album Love Is What We Make It - 1997: für das Album Every Time Two Fools Collide - 1997: für das Album Greatest Hits (1989) - 1997: für das Album The Gift - 2004: für das Album 42 Ultimate Hits - 2006: für das Album Greatest Country Hits - 2007: für das Album 21 Number Ones - 2024: für die Single Mary, Did You Know? - Vereinigtes Königreich - 1979: für das Album The Kenny Rogers Singles Album - 1980: für die Single Coward of the County (Physisch) - 1980: für das Album Kenny - 1997: für das Album Love Songs - 1998: für das Album Country Classics - 2004: für das Album The Very Best of Kenny Rogers - 2013: für das Album Classic Love Songs - 2013: für das Album Daytime Friends: The Very Best Of - 2025: für die Single Coward of the County (Digital) | - Australien - 1981: für das Album Kenny - 1981: für das Album The Best of Kenny Rogers - 1981: für das Album The Best of Kenny Rogers Vol. 2 - 1983: für das Album Eyes That See in the Dark - 2015: für das Album 21 Number Ones - 2020: für die Single Islands in the Stream - Dänemark - 2021: für die Single Islands in the Stream - Kanada - 1977: für das Album Kenny Rogers - 1979: für das Album Ten Years of Gold - 1982: für das Album Love Will Turn You Around - 1982: für das Album Christmas - 1983: für das Album We’ve Got Tonight - 1984: für das Album What About Me? - Neuseeland - 1980: für das Album The Best of Kenny Rogers - 1980: für das Album The Kenny Rogers Singles Album - 1984: für das Album Eyes That See in the Dark - 1984: für das Album Greatest Hits (1971) - 1984: für das Album Twenty Greatest Hits - 2003: für das Album Kenny Rogers’ Greatest Hits - 2020: für das Album 21 Number Ones - Norwegen - 1996: für das Album With Love - Schweden - 2021: für die Single Islands in the Stream - Vereinigte Staaten - 1980: für das Album Gideon - 1981: für das Album Share Your Love - 1984: für das Album What About Me? - 1997: für das Album Greatest Hits (1971) - 1997: für das Album 20 Great Years - 1997: für das Album Duets - 1997: für das Album Kenny Rogers - 1997: für das Album Daytime Friends - 1997: für das Album Classics - 1997: für das Album Love Will Turn You Around - 1997: für das Album We’ve Got Tonight - 2000: für das Album She Rides Wild Horses - Vereinigtes Königreich - 1985: für das Album The Kenny Rogers Story - Kanada - 1980: für das Album Gideon - 1981: für das Album Share Your Love - 1984: für das Album Twenty Greatest Hits - 1992: für das Album His Greatest Hits and Finest Performances - Vereinigte Staaten - 1989: für das Album Once Upon a Christmas - 1996: für das Album Eyes That See in the Dark - 1997: für das Album Christmas - Vereinigtes Königreich - 2023: für die Single The Gambler | - Kanada - 2021: für die Single Islands in the Stream - Vereinigte Staaten - 1997: für das Album Kenny - 2023: für die Single Islands in the Stream - Vereinigtes Königreich - 2024: für die Single Islands in the Stream (Digital) - Kanada - 1980: für das Album The Gambler - 1980: für das Album Kenny - 1986: für das Album Eyes That See in the Dark - Vereinigte Staaten - 1997: für das Album Twenty Greatest Hits - 1997: für das Album Ten Years of Gold - Kanada - 1988: für das Album Once Upon a Christmas - Neuseeland - 2024: für die Single Islands in the Stream - Vereinigte Staaten - 1997: für das Album The Gambler - Neuseeland - 2024: für die Single The Gambler - Kanada - 1981: für das Album Kenny Rogers’ Greatest Hits - Vereinigte Staaten - 1997: für das Album Kenny Rogers’ Greatest Hits |

## Auszeichnungen nach Alben

### Greatest Hits (1971)
| Land/Region               | Auszeichnungen für Musikverkäufe (Land/Region, Auszeichnung, Verkäufe) | Verkäufe  |
| ------------------------- | ---------------------------------------------------------------------- | --------- |
| Neuseeland (RMNZ)         | Platin                                                                 | 20.000    |
| Vereinigte Staaten (RIAA) | Platin                                                                 | 1.000.000 |
| Insgesamt                 | 2× Platin ·                                                            | 1.020.000 |

### Kenny Rogers
| Land/Region               | Auszeichnungen für Musikverkäufe (Land/Region, Auszeichnung, Verkäufe) | Verkäufe  |
| ------------------------- | ---------------------------------------------------------------------- | --------- |
| Kanada (MC)               | Platin                                                                 | 100.000   |
| Vereinigte Staaten (RIAA) | Platin                                                                 | 1.000.000 |
| Insgesamt                 | 2× Platin ·                                                            | 1.100.000 |

### Daytime Friends
| Land/Region               | Auszeichnungen für Musikverkäufe (Land/Region, Auszeichnung, Verkäufe) | Verkäufe  |
| ------------------------- | ---------------------------------------------------------------------- | --------- |
| Kanada (MC)               | Gold                                                                   | 50.000    |
| Vereinigte Staaten (RIAA) | Platin                                                                 | 1.000.000 |
| Insgesamt                 | 1× Gold · 1× Platin ·                                                  | 1.050.000 |

### Ten Years of Gold
| Land/Region               | Auszeichnungen für Musikverkäufe (Land/Region, Auszeichnung, Verkäufe) | Verkäufe  |
| ------------------------- | ---------------------------------------------------------------------- | --------- |
| Kanada (MC)               | Platin                                                                 | 100.000   |
| Vereinigte Staaten (RIAA) | 4× Platin                                                              | 4.000.000 |
| Insgesamt                 | 5× Platin ·                                                            | 4.100.000 |

### Love or Something Like It
| Land/Region               | Auszeichnungen für Musikverkäufe (Land/Region, Auszeichnung, Verkäufe) | Verkäufe |
| ------------------------- | ---------------------------------------------------------------------- | -------- |
| Kanada (MC)               | Gold                                                                   | 50.000   |
| Vereinigte Staaten (RIAA) | Gold                                                                   | 500.000  |
| Insgesamt                 | 2× Gold ·                                                              | 550.000  |

### Every Time Two Fools Collide
| Land/Region               | Auszeichnungen für Musikverkäufe (Land/Region, Auszeichnung, Verkäufe) | Verkäufe |
| ------------------------- | ---------------------------------------------------------------------- | -------- |
| Vereinigte Staaten (RIAA) | Gold                                                                   | 500.000  |
| Insgesamt                 | 1× Gold ·                                                              | 500.000  |

### The Kenny Rogers Singles Album
| Land/Region                  | Auszeichnungen für Musikverkäufe (Land/Region, Auszeichnung, Verkäufe) | Verkäufe |
| ---------------------------- | ---------------------------------------------------------------------- | -------- |
| Neuseeland (RMNZ)            | Platin                                                                 | 20.000   |
| Vereinigtes Königreich (BPI) | Gold                                                                   | 100.000  |
| Insgesamt                    | 1× Gold · 1× Platin ·                                                  | 120.000  |

### The Gambler
| Land/Region               | Auszeichnungen für Musikverkäufe (Land/Region, Auszeichnung, Verkäufe) | Verkäufe  |
| ------------------------- | ---------------------------------------------------------------------- | --------- |
| Kanada (MC)               | 4× Platin                                                              | 400.000   |
| Neuseeland (RMNZ)         | Gold                                                                   | 7.500     |
| Spanien (Promusicae)      | Gold                                                                   | 50.000    |
| Vereinigte Staaten (RIAA) | 5× Platin                                                              | 5.000.000 |
| Insgesamt                 | 2× Gold · 9× Platin ·                                                  | 5.457.500 |

### Kenny
| Land/Region                  | Auszeichnungen für Musikverkäufe (Land/Region, Auszeichnung, Verkäufe) | Verkäufe  |
| ---------------------------- | ---------------------------------------------------------------------- | --------- |
| Australien (ARIA)            | Platin                                                                 | 50.000    |
| Japan (RIAJ)                 | —                                                                      | 50.000    |
| Kanada (MC)                  | 4× Platin                                                              | 400.000   |
| Vereinigte Staaten (RIAA)    | 3× Platin                                                              | 3.000.000 |
| Vereinigtes Königreich (BPI) | Gold                                                                   | 100.000   |
| Insgesamt                    | 1× Gold · 8× Platin ·                                                  | 3.600.000 |

### Classics
| Land/Region               | Auszeichnungen für Musikverkäufe (Land/Region, Auszeichnung, Verkäufe) | Verkäufe  |
| ------------------------- | ---------------------------------------------------------------------- | --------- |
| Vereinigte Staaten (RIAA) | Platin                                                                 | 1.000.000 |
| Insgesamt                 | 1× Platin ·                                                            | 1.000.000 |

### Gideon
| Land/Region               | Auszeichnungen für Musikverkäufe (Land/Region, Auszeichnung, Verkäufe) | Verkäufe  |
| ------------------------- | ---------------------------------------------------------------------- | --------- |
| Japan (RIAJ)              | —                                                                      | 40.000    |
| Kanada (MC)               | 2× Platin                                                              | 200.000   |
| Vereinigte Staaten (RIAA) | Platin                                                                 | 1.000.000 |
| Insgesamt                 | 3× Platin ·                                                            | 1.240.000 |

### The Best of Kenny Rogers
| Land/Region       | Auszeichnungen für Musikverkäufe (Land/Region, Auszeichnung, Verkäufe) | Verkäufe |
| ----------------- | ---------------------------------------------------------------------- | -------- |
| Australien (ARIA) | Platin                                                                 | 50.000   |
| Neuseeland (RMNZ) | Platin                                                                 | 20.000   |
| Insgesamt         | 2× Platin ·                                                            | 70.000   |

### The Best of Kenny Rogers Vol. 2
| Land/Region       | Auszeichnungen für Musikverkäufe (Land/Region, Auszeichnung, Verkäufe) | Verkäufe |
| ----------------- | ---------------------------------------------------------------------- | -------- |
| Australien (ARIA) | Platin                                                                 | 50.000   |
| Insgesamt         | 1× Platin ·                                                            | 50.000   |

### Kenny Rogers’ Greatest Hits
| Land/Region               | Auszeichnungen für Musikverkäufe (Land/Region, Auszeichnung, Verkäufe) | Verkäufe   |
| ------------------------- | ---------------------------------------------------------------------- | ---------- |
| Finnland (IFPI)           | Gold                                                                   | 20.000     |
| Hongkong (IFPI/HKRIA)     | Gold                                                                   | 10.000     |
| Japan (RIAJ)              | Gold                                                                   | 120.000    |
| Kanada (MC)               | Diamant                                                                | 1.000.000  |
| Neuseeland (RMNZ)         | Platin                                                                 | 15.000     |
| Philippinen (PARI)        | Gold                                                                   | 10.000     |
| Vereinigte Staaten (RIAA) | 12× Platin                                                             | 12.000.000 |
| Insgesamt                 | 4× Gold · 3× Platin · 2× Diamant ·                                     | 13.175.000 |

### Lo Mejor De Kenny Rogers
| Land/Region          | Auszeichnungen für Musikverkäufe (Land/Region, Auszeichnung, Verkäufe) | Verkäufe |
| -------------------- | ---------------------------------------------------------------------- | -------- |
| Spanien (Promusicae) | Gold                                                                   | 50.000   |
| Insgesamt            | 1× Gold ·                                                              | 50.000   |

### Share Your Love
| Land/Region               | Auszeichnungen für Musikverkäufe (Land/Region, Auszeichnung, Verkäufe) | Verkäufe  |
| ------------------------- | ---------------------------------------------------------------------- | --------- |
| Japan (RIAJ)              | —                                                                      | 40.000    |
| Kanada (MC)               | 2× Platin                                                              | 200.000   |
| Vereinigte Staaten (RIAA) | Platin                                                                 | 1.000.000 |
| Insgesamt                 | 3× Platin ·                                                            | 1.240.000 |

### Love Will Turn You Around
| Land/Region               | Auszeichnungen für Musikverkäufe (Land/Region, Auszeichnung, Verkäufe) | Verkäufe  |
| ------------------------- | ---------------------------------------------------------------------- | --------- |
| Kanada (MC)               | Platin                                                                 | 100.000   |
| Vereinigte Staaten (RIAA) | Platin                                                                 | 1.000.000 |
| Insgesamt                 | 2× Platin ·                                                            | 1.100.000 |

### Christmas
| Land/Region               | Auszeichnungen für Musikverkäufe (Land/Region, Auszeichnung, Verkäufe) | Verkäufe  |
| ------------------------- | ---------------------------------------------------------------------- | --------- |
| Kanada (MC)               | Platin                                                                 | 100.000   |
| Vereinigte Staaten (RIAA) | 2× Platin                                                              | 2.000.000 |
| Insgesamt                 | 3× Platin ·                                                            | 2.100.000 |

### We’ve Got Tonight
| Land/Region               | Auszeichnungen für Musikverkäufe (Land/Region, Auszeichnung, Verkäufe) | Verkäufe  |
| ------------------------- | ---------------------------------------------------------------------- | --------- |
| Kanada (MC)               | Platin                                                                 | 100.000   |
| Vereinigte Staaten (RIAA) | Platin                                                                 | 1.000.000 |
| Insgesamt                 | 2× Platin ·                                                            | 1.100.000 |

### Once Upon a Christmas
| Land/Region               | Auszeichnungen für Musikverkäufe (Land/Region, Auszeichnung, Verkäufe) | Verkäufe  |
| ------------------------- | ---------------------------------------------------------------------- | --------- |
| Kanada (MC)               | 5× Platin                                                              | 500.000   |
| Vereinigte Staaten (RIAA) | 2× Platin                                                              | 2.000.000 |
| Insgesamt                 | 7× Platin ·                                                            | 2.500.000 |

### Duets
| Land/Region               | Auszeichnungen für Musikverkäufe (Land/Region, Auszeichnung, Verkäufe) | Verkäufe  |
| ------------------------- | ---------------------------------------------------------------------- | --------- |
| Kanada (MC)               | Gold                                                                   | 50.000    |
| Polen (ZPAV)              | Gold                                                                   | 30.000    |
| Vereinigte Staaten (RIAA) | Platin                                                                 | 1.000.000 |
| Insgesamt                 | 2× Gold · 1× Platin ·                                                  | 1.080.000 |

### Eyes That See in the Dark
| Land/Region               | Auszeichnungen für Musikverkäufe (Land/Region, Auszeichnung, Verkäufe) | Verkäufe  |
| ------------------------- | ---------------------------------------------------------------------- | --------- |
| Australien (ARIA)         | Platin                                                                 | 70.000    |
| Kanada (MC)               | 4× Platin                                                              | 400.000   |
| Neuseeland (RMNZ)         | Platin                                                                 | 20.000    |
| Vereinigte Staaten (RIAA) | 2× Platin                                                              | 2.000.000 |
| Insgesamt                 | 8× Platin ·                                                            | 4.490.000 |

### Twenty Greatest Hits
| Land/Region               | Auszeichnungen für Musikverkäufe (Land/Region, Auszeichnung, Verkäufe) | Verkäufe  |
| ------------------------- | ---------------------------------------------------------------------- | --------- |
| Kanada (MC)               | 2× Platin                                                              | 200.000   |
| Neuseeland (RMNZ)         | Platin                                                                 | 20.000    |
| Vereinigte Staaten (RIAA) | 4× Platin                                                              | 4.000.000 |
| Insgesamt                 | 7× Platin ·                                                            | 4.220.000 |

### What About Me?
| Land/Region               | Auszeichnungen für Musikverkäufe (Land/Region, Auszeichnung, Verkäufe) | Verkäufe  |
| ------------------------- | ---------------------------------------------------------------------- | --------- |
| Kanada (MC)               | Platin                                                                 | 100.000   |
| Vereinigte Staaten (RIAA) | Platin                                                                 | 1.000.000 |
| Insgesamt                 | 2× Platin ·                                                            | 1.100.000 |

### Love Is What We Make It
| Land/Region               | Auszeichnungen für Musikverkäufe (Land/Region, Auszeichnung, Verkäufe) | Verkäufe |
| ------------------------- | ---------------------------------------------------------------------- | -------- |
| Vereinigte Staaten (RIAA) | Gold                                                                   | 500.000  |
| Insgesamt                 | 1× Gold ·                                                              | 500.000  |

### The Kenny Rogers Story
| Land/Region                  | Auszeichnungen für Musikverkäufe (Land/Region, Auszeichnung, Verkäufe) | Verkäufe |
| ---------------------------- | ---------------------------------------------------------------------- | -------- |
| Vereinigtes Königreich (BPI) | Platin                                                                 | 300.000  |
| Insgesamt                    | 1× Platin ·                                                            | 300.000  |

### The Heart of the Matter
| Land/Region               | Auszeichnungen für Musikverkäufe (Land/Region, Auszeichnung, Verkäufe) | Verkäufe |
| ------------------------- | ---------------------------------------------------------------------- | -------- |
| Kanada (MC)               | Gold                                                                   | 50.000   |
| Vereinigte Staaten (RIAA) | Gold                                                                   | 500.000  |
| Insgesamt                 | 2× Gold ·                                                              | 550.000  |

### His Greatest Hits and Finest Performances
| Land/Region | Auszeichnungen für Musikverkäufe (Land/Region, Auszeichnung, Verkäufe) | Verkäufe |
| ----------- | ---------------------------------------------------------------------- | -------- |
| Kanada (MC) | 2× Platin                                                              | 200.000  |
| Insgesamt   | 2× Platin ·                                                            | 200.000  |

### Greatest Hits (1989)
| Land/Region               | Auszeichnungen für Musikverkäufe (Land/Region, Auszeichnung, Verkäufe) | Verkäufe |
| ------------------------- | ---------------------------------------------------------------------- | -------- |
| Vereinigte Staaten (RIAA) | Gold                                                                   | 500.000  |
| Insgesamt                 | 1× Gold ·                                                              | 500.000  |

### Something Inside so Strong
| Land/Region               | Auszeichnungen für Musikverkäufe (Land/Region, Auszeichnung, Verkäufe) | Verkäufe |
| ------------------------- | ---------------------------------------------------------------------- | -------- |
| Vereinigte Staaten (RIAA) | Gold                                                                   | 500.000  |
| Insgesamt                 | 1× Gold ·                                                              | 500.000  |

### Christmas in America
| Land/Region               | Auszeichnungen für Musikverkäufe (Land/Region, Auszeichnung, Verkäufe) | Verkäufe |
| ------------------------- | ---------------------------------------------------------------------- | -------- |
| Vereinigte Staaten (RIAA) | Gold                                                                   | 500.000  |
| Insgesamt                 | 1× Gold ·                                                              | 500.000  |

### Greatest Country Hits
| Land/Region               | Auszeichnungen für Musikverkäufe (Land/Region, Auszeichnung, Verkäufe) | Verkäufe |
| ------------------------- | ---------------------------------------------------------------------- | -------- |
| Vereinigte Staaten (RIAA) | Gold                                                                   | 500.000  |
| Insgesamt                 | 1× Gold ·                                                              | 500.000  |

### 20 Greatest Hits
| Land/Region     | Auszeichnungen für Musikverkäufe (Land/Region, Auszeichnung, Verkäufe) | Verkäufe |
| --------------- | ---------------------------------------------------------------------- | -------- |
| Dänemark (IFPI) | Gold                                                                   | 25.000   |
| Insgesamt       | 1× Gold ·                                                              | 25.000   |

### 20 Great Years
| Land/Region               | Auszeichnungen für Musikverkäufe (Land/Region, Auszeichnung, Verkäufe) | Verkäufe |
| ------------------------- | ---------------------------------------------------------------------- | -------- |
| Vereinigte Staaten (RIAA) | Gold                                                                   | 500.000  |
| Insgesamt                 | 1× Gold ·                                                              | 500.000  |

### The Very Best of Kenny Rogers
| Land/Region                  | Auszeichnungen für Musikverkäufe (Land/Region, Auszeichnung, Verkäufe) | Verkäufe |
| ---------------------------- | ---------------------------------------------------------------------- | -------- |
| Australien (ARIA)            | Gold                                                                   | 35.000   |
| Spanien (Promusicae)         | Gold                                                                   | 50.000   |
| Vereinigte Staaten (RIAA)    | Gold                                                                   | 500.000  |
| Vereinigtes Königreich (BPI) | Gold                                                                   | 100.000  |
| Insgesamt                    | 4× Gold ·                                                              | 685.000  |

### Christmas in America
| Land/Region               | Auszeichnungen für Musikverkäufe (Land/Region, Auszeichnung, Verkäufe) | Verkäufe |
| ------------------------- | ---------------------------------------------------------------------- | -------- |
| Vereinigte Staaten (RIAA) | Gold                                                                   | 500.000  |
| Insgesamt                 | 1× Gold ·                                                              | 500.000  |

### Daytime Friends: The Very Best Of
| Land/Region                  | Auszeichnungen für Musikverkäufe (Land/Region, Auszeichnung, Verkäufe) | Verkäufe |
| ---------------------------- | ---------------------------------------------------------------------- | -------- |
| Vereinigtes Königreich (BPI) | Gold                                                                   | 100.000  |
| Insgesamt                    | 1× Gold ·                                                              | 100.000  |

### Country Classics
| Land/Region                  | Auszeichnungen für Musikverkäufe (Land/Region, Auszeichnung, Verkäufe) | Verkäufe |
| ---------------------------- | ---------------------------------------------------------------------- | -------- |
| Vereinigtes Königreich (BPI) | Gold                                                                   | 100.000  |
| Insgesamt                    | 1× Gold ·                                                              | 100.000  |

### With Love
| Land/Region     | Auszeichnungen für Musikverkäufe (Land/Region, Auszeichnung, Verkäufe) | Verkäufe |
| --------------- | ---------------------------------------------------------------------- | -------- |
| Norwegen (IFPI) | Platin                                                                 | 50.000   |
| Insgesamt       | 1× Platin ·                                                            | 500.000  |

### The Gift
| Land/Region               | Auszeichnungen für Musikverkäufe (Land/Region, Auszeichnung, Verkäufe) | Verkäufe |
| ------------------------- | ---------------------------------------------------------------------- | -------- |
| Vereinigte Staaten (RIAA) | Gold                                                                   | 500.000  |
| Insgesamt                 | 1× Gold ·                                                              | 500.000  |

### Love Songs
| Land/Region                  | Auszeichnungen für Musikverkäufe (Land/Region, Auszeichnung, Verkäufe) | Verkäufe |
| ---------------------------- | ---------------------------------------------------------------------- | -------- |
| Vereinigtes Königreich (BPI) | Gold                                                                   | 100.000  |
| Insgesamt                    | 1× Gold ·                                                              | 100.000  |

### She Rides Wild Horses
| Land/Region               | Auszeichnungen für Musikverkäufe (Land/Region, Auszeichnung, Verkäufe) | Verkäufe  |
| ------------------------- | ---------------------------------------------------------------------- | --------- |
| Vereinigte Staaten (RIAA) | Platin                                                                 | 1.000.000 |
| Insgesamt                 | 1× Platin ·                                                            | 1.000.000 |

### All the Hits & All the New Songs
| Land/Region                  | Auszeichnungen für Musikverkäufe (Land/Region, Auszeichnung, Verkäufe) | Verkäufe |
| ---------------------------- | ---------------------------------------------------------------------- | -------- |
| Vereinigtes Königreich (BPI) | Silber                                                                 | 60.000   |
| Insgesamt                    | 1× Silber ·                                                            | 60.000   |

### Classic Love Songs
| Land/Region                  | Auszeichnungen für Musikverkäufe (Land/Region, Auszeichnung, Verkäufe) | Verkäufe |
| ---------------------------- | ---------------------------------------------------------------------- | -------- |
| Vereinigtes Königreich (BPI) | Gold                                                                   | 100.000  |
| Insgesamt                    | 1× Gold ·                                                              | 100.000  |

### Endless Love
| Land/Region       | Auszeichnungen für Musikverkäufe (Land/Region, Auszeichnung, Verkäufe) | Verkäufe |
| ----------------- | ---------------------------------------------------------------------- | -------- |
| Neuseeland (RMNZ) | Gold                                                                   | 7.500    |
| Schweden (IFPI)   | Gold                                                                   | 40.000   |
| Insgesamt         | 2× Gold ·                                                              | 47.500   |

### Kenny Rogers
| Land/Region               | Auszeichnungen für Musikverkäufe (Land/Region, Auszeichnung, Verkäufe) | Verkäufe  |
| ------------------------- | ---------------------------------------------------------------------- | --------- |
| Vereinigte Staaten (RIAA) | Platin                                                                 | 1.000.000 |
| Insgesamt                 | 1× Platin ·                                                            | 1.000.000 |

### 42 Ultimate Hits
| Land/Region               | Auszeichnungen für Musikverkäufe (Land/Region, Auszeichnung, Verkäufe) | Verkäufe |
| ------------------------- | ---------------------------------------------------------------------- | -------- |
| Vereinigte Staaten (RIAA) | Gold                                                                   | 500.000  |
| Insgesamt                 | 1× Gold ·                                                              | 500.000  |

### 21 Number Ones
| Land/Region               | Auszeichnungen für Musikverkäufe (Land/Region, Auszeichnung, Verkäufe) | Verkäufe |
| ------------------------- | ---------------------------------------------------------------------- | -------- |
| Australien (ARIA)         | Platin                                                                 | 70.000   |
| Neuseeland (RMNZ)         | Platin                                                                 | 15.000   |
| Vereinigte Staaten (RIAA) | Gold                                                                   | 500.000  |
| Insgesamt                 | 1× Gold · 2× Platin ·                                                  | 585.000  |

### Lucille: The Collection
| Land/Region                  | Auszeichnungen für Musikverkäufe (Land/Region, Auszeichnung, Verkäufe) | Verkäufe |
| ---------------------------- | ---------------------------------------------------------------------- | -------- |
| Vereinigtes Königreich (BPI) | Silber                                                                 | 60.000   |
| Insgesamt                    | 1× Silber ·                                                            | 60.000   |

## Auszeichnungen nach Singles

### Lucille
| Land/Region                  | Auszeichnungen für Musikverkäufe (Land/Region, Auszeichnung, Verkäufe) | Verkäufe  |
| ---------------------------- | ---------------------------------------------------------------------- | --------- |
| Kanada (MC)                  | Gold                                                                   | 75.000    |
| Vereinigte Staaten (RIAA)    | Gold                                                                   | 1.000.000 |
| Vereinigtes Königreich (BPI) | Silber                                                                 | 250.000   |
| Insgesamt                    | 1× Silber · 2× Gold ·                                                  | 1.325.000 |

### The Gambler
| Land/Region                  | Auszeichnungen für Musikverkäufe (Land/Region, Auszeichnung, Verkäufe) | Verkäufe  |
| ---------------------------- | ---------------------------------------------------------------------- | --------- |
| Dänemark (IFPI)              | Gold                                                                   | 45.000    |
| Neuseeland (RMNZ)            | 6× Platin                                                              | 180.000   |
| Vereinigtes Königreich (BPI) | 2× Platin                                                              | 1.200.000 |
| Insgesamt                    | 1× Gold · 8× Platin ·                                                  | 1.425.000 |

### She Believes in Me
| Land/Region               | Auszeichnungen für Musikverkäufe (Land/Region, Auszeichnung, Verkäufe) | Verkäufe  |
| ------------------------- | ---------------------------------------------------------------------- | --------- |
| Vereinigte Staaten (RIAA) | Gold                                                                   | 1.000.000 |
| Insgesamt                 | 1× Gold ·                                                              | 1.000.000 |

### Coward of the County
| Land/Region                  | Auszeichnungen für Musikverkäufe (Land/Region, Auszeichnung, Verkäufe) | Verkäufe  |
| ---------------------------- | ---------------------------------------------------------------------- | --------- |
| Kanada (MC)                  | Gold                                                                   | 75.000    |
| Vereinigte Staaten (RIAA)    | Gold                                                                   | 1.000.000 |
| Vereinigtes Königreich (BPI) | Gold (Physisch) · + Gold (Digital)                                     | 900.000   |
| Insgesamt                    | 4× Gold ·                                                              | 1.975.000 |

### Lady
| Land/Region               | Auszeichnungen für Musikverkäufe (Land/Region, Auszeichnung, Verkäufe) | Verkäufe  |
| ------------------------- | ---------------------------------------------------------------------- | --------- |
| Kanada (MC)               | Gold                                                                   | 75.000    |
| Vereinigte Staaten (RIAA) | Gold                                                                   | 1.000.000 |
| Insgesamt                 | 2× Gold ·                                                              | 1.075.000 |

### We’ve Got Tonight
| Land/Region                  | Auszeichnungen für Musikverkäufe (Land/Region, Auszeichnung, Verkäufe) | Verkäufe |
| ---------------------------- | ---------------------------------------------------------------------- | -------- |
| Kanada (MC)                  | Gold                                                                   | 50.000   |
| Vereinigtes Königreich (BPI) | Silber                                                                 | 200.000  |
| Insgesamt                    | 1× Silber · 1× Gold ·                                                  | 250.000  |

### Islands in the Stream
| Land/Region                  | Auszeichnungen für Musikverkäufe (Land/Region, Auszeichnung, Verkäufe) | Verkäufe  |
| ---------------------------- | ---------------------------------------------------------------------- | --------- |
| Australien (ARIA)            | Platin                                                                 | 70.000    |
| Dänemark (IFPI)              | Platin                                                                 | 90.000    |
| Kanada (MC)                  | 3× Platin                                                              | 240.000   |
| Neuseeland (RMNZ)            | 5× Platin                                                              | 150.000   |
| Schweden (IFPI)              | Platin                                                                 | 80.000    |
| Vereinigte Staaten (RIAA)    | 3× Platin                                                              | 3.000.000 |
| Vereinigtes Königreich (BPI) | Silber (Physisch) · + 3× Platin (Digital)                              | 2.000.000 |
| Insgesamt                    | 1× Silber · 17× Platin ·                                               | 5.630.000 |

### Mary, Did You Know?
| Land/Region               | Auszeichnungen für Musikverkäufe (Land/Region, Auszeichnung, Verkäufe) | Verkäufe |
| ------------------------- | ---------------------------------------------------------------------- | -------- |
| Vereinigte Staaten (RIAA) | Gold                                                                   | 500.000  |
| Insgesamt                 | 1× Gold ·                                                              | 500.000  |

## Auszeichnungen nach Videoalben

### Great Video Hits
| Land/Region               | Auszeichnungen für Musikverkäufe (Land/Region, Auszeichnung, Verkäufe) | Verkäufe |
| ------------------------- | ---------------------------------------------------------------------- | -------- |
| Vereinigte Staaten (RIAA) | Gold                                                                   | 50.000   |
| Insgesamt                 | 1× Gold ·                                                              | 50.000   |

## Statistik und Quellen
| Land/RegionAuszeichnungen für Musikverkäufe (Land/Region, Auszeichnungen, Verkäufe, Quellen) | Silber     | Gold       | Platin         | Diamant     | Verkäufe   | Quellen                           |
| -------------------------------------------------------------------------------------------- | ---------- | ---------- | -------------- | ----------- | ---------- | --------------------------------- |
| Australien (ARIA)                                                                            | —          | Gold1      | 6× Platin6     | —           | 395.000    | aria.com.au                       |
| Dänemark (IFPI)                                                                              | —          | 2× Gold2   | Platin1        | —           | 160.000    | ifpi.dk                           |
| Finnland (IFPI)                                                                              | —          | Gold1      | —              | —           | 20.000     | ifpi.fi                           |
| Hongkong (IFPI/HKRIA)                                                                        | —          | Gold1      | —              | —           | 10.000     | ifpihk.org                        |
| Japan (RIAJ)                                                                                 | —          | Gold1      | —              | —           | 350.000    | Einzelnachweise                   |
| Kanada (MC)                                                                                  | —          | 8× Gold8   | 34× Platin34   | Diamant1    | 4.740.000  | musiccanada.com                   |
| Neuseeland (RMNZ)                                                                            | —          | 2× Gold2   | 18× Platin18   | —           | 475.000    | aotearoamusiccharts.co.nz NZ2 NZ3 |
| Norwegen (IFPI)                                                                              | —          | —          | Platin1        | —           | 50.000     | ifpi.no                           |
| Philippinen (PARI)                                                                           | —          | Gold1      | —              | —           | 10.000     | Einzelnachweise                   |
| Polen (ZPAV)                                                                                 | —          | Gold1      | —              | —           | 30.000     | Einzelnachweise                   |
| Schweden (IFPI)                                                                              | —          | Gold1      | Platin1        | —           | 120.000    | sverigetopplistan.se              |
| Spanien (Promusicae)                                                                         | —          | 3× Gold3   | —              | —           | 150.000    | mediafire.com ES2                 |
| Vereinigte Staaten (RIAA)                                                                    | —          | 18× Gold18 | 39× Platin39   | Diamant1    | 56.050.000 | riaa.com                          |
| Vereinigtes Königreich (BPI)                                                                 | 5× Silber5 | 9× Gold9   | 6× Platin6     | —           | 5.520.000  | bpi.co.uk                         |
| Insgesamt                                                                                    | 5× Silber5 | 49× Gold49 | 106× Platin106 | 2× Diamant2 |            |                                   |